# Valérie von Martens
Pour les articles homonymes, voir Martens.
Valérie von Martens, nom de scène de Valérie Adele Rudolfine Maria Pajér Edle von Mayersperg (née le 4 novembre 1894 à Lienz, morte le 7 avril 1986 à Riehen) est une actrice germano-autrichienne.

## Biographie
Valérie von Martens est la fille de l'amiral autrichien Rudolf Pajér Edler von Mayersperg. Elle devient actrice à Vienne, a une relation avec l'artiste de cabaret viennois Karl Farkas qui commence à l'été 1914 à 1919. Elle épouse Curt Goetz le 20 décembre 1923 qu'elle a au printemps de la même année à Vienne à l'occasion de la représentation de sa pièce Ingeborg, dans laquelle tous deux jouent les rôles principaux. Elle partage l'affiche avec son mari dans ses pièces de théâtre et au cinéma. Après sa mort, elle s'occupe de son œuvre. En 1977, elle est l'un des membres fondateurs du PEN Club Liechtenstein.
En 1985, à l'occasion du 25e anniversaire de la mort de Curt Goetz, elle fait don de l'Anneau Curt-Goetz aux personnes qui poursuivent l'œuvre de Goetz en « combinant le ton léger de la comédie avec l'intelligence et une attitude humaniste ».
Sa tombe se trouve dans le Waldfriedhof Heerstraße à Berlin-Westend. Elle y repose aux côtés de son mari Curt Goetz. Le lieu de sépulture est une Ehrengrab pour le Land de Berlin depuis 1984 en l'honneur de Curt Goetz.

## Filmographie
- 1917 : Fekete gyémántok
- 1921 : Im Banne der Kralle
- 1922 : Good-for-Nothing (en)
- 1937 : Au pays de l'amour (de) (Land der Liebe)
- 1938 : Napoleon ist an allem schuld
- 1950 : Docteur Praetorius
- 1951 : La Maison de Montevideo (Das Haus in Montevideo)
- 1953 : Hokuspokus
- 1958 : Alte Möbel (TV)
- 1968 : Herbst (TV)
- 1969 : Die Kommode (TV)
- 1981 : Ingeborg (de) (TV)

## Source de traduction
- (de) Cet article est partiellement ou en totalité issu de l’article de Wikipédia en allemand intitulé « Valérie von Martens » (voir la liste des auteurs).

1. ↑  (de) Discographie der Gesangsinterpreten der leichten Muse von 1925 bis 1945 im deutschsprachigen Raum : Eine Discographie mit biographischen Angaben in 3 Bänden, vol. 2: Kirsten Heiberg bis Ethel Reschke, Books on Demand, 2019, 1704 p. (ISBN 9783752828412, lire en ligne), p. 895
2. 1 2  (de) Georg Markus, Neues von Gestern : Geschichten mit Geschichte, Amalthea Signum Verlag, 2014, 341 p. (ISBN 9783902998545, lire en ligne)
3. ↑  (de) « Ein Ring für den bunten Vogel », sur Der Tagesspiegel, 2005 (consulté le 3 janvier 2022)